# Supermurgeman
 (mars 2021).
Si vous disposez d'ouvrages ou d'articles de référence ou si vous connaissez des sites web de qualité traitant du thème abordé ici, merci de compléter l'article en donnant les références utiles à sa vérifiabilité et en les liant à la section « Notes et références ».
Supermurgeman est le héros de la bande dessinée du même nom. Il a été créé par Mathieu Sapin (MathieuSap' ou Mathsap).
Supermurgeman apparaît pour la première fois dans le magazine Psikopat, dans de petites histoires de une à trois planches. Accompagné de son fidèle chien Sultan, Supermurgeman est le protecteur d'une île des mers du sud.

## Synopsis
Supermurgeman est né sur un radeau dans les mers du sud, d'une secrétaire de direction de la Sofroco et d'un agent commercial de la Gedec, à la suite d'une collision entre deux cargos de ces sociétés (transportant de la bière et de l'aspirine). Il fut nourri avec la bière récupérée lors du naufrage jusqu'à ce que le radeau atteigne une île inconnue. Supermurgeman grandit seul dans la jungle, ses parents étant morts d'une cirrhose juste avant d'atteindre le rivage. Une nuit pluvieuse, s'étant perdu en chassant, Supermurgeman se réfugie dans une grotte. C'est alors qu'il découvre la source de bière, née du mélange d'aspirine et de bière lors du naufrage, capturé dans les nappes phréatiques de l'île.

## Description de Supermurgeman
Supermurgeman est grand, costaud, avec des cheveux blond mi-longs coiffés en arrière. C'est un « super anti-héros », complètement naïf et manipulable. Si les habitants de son île le qualifient souvent de « bien chic type », pour ses ennemis Supermurgeman est plutôt une « grosse brute ». 
Il a particulièrement horreur qu'on lui touche ses côtes flottantes.

### Costume
Comme tout super-héros, Supermurgeman s'est taillé un costume « à la mesure de son ambition » : un loup, des bottes et un slip rouge. Son slip a la particularité de pouvoir transporter facilement certains objets, grâce à son textile extensible, comme des bières ou des outils offerts par le sorcier du village.

### Pouvoirs
La source de bière a fait découvrir à Supermurgeman différents pouvoirs. Elle lui donne une force surhumaine telle qu'il est capable de casser un cocotier ou d'assommer un homme d'un seul coup de poing. Il peut cicatriser très rapidement ses blessures et sans trop souffrir, grâce à un taux d'alcool élevé dans le sang, et est aussi capable de paralyser ou tuer ses adversaires en leur vomissant dessus, après avoir ingurgité une bière (de préférence une « supermurgebière »).

## Personnages
- Sultan : Fidèle chien de Supermurgeman.
- Le shérif : Il représente la loi et l'autorité du village.
- Sheila : Fille du shérif et fiancée de Supermurgeman, bien qu'elle soit d'un caractère sensible et qu'elle l'aime, elle n'hésite pas à jouer au Scrabble dés-habilleur ou à le tromper.
- Mokamba, le sorcier du village : Parfois ami et parfois ennemi de Supermurgeman (sans que ce dernier ne s'en rende compte), le sorcier est manipulateur et essaie de trouver des astuces pour faire valoir ses pouvoirs.
- Les habitants du village : Ils ne sont pas « civilisés ». Ils vivent dans des huttes, sont habillés avec des branchages. Ils sont également assez intelligents, comme le montre leur lecture de Courrier international.
- Nourdine est un petit jeune du village. Il connaît tous les dangers et les ennemis de l'île, mais Supermurgeman ne l'écoute jamais en raison de son jeune âge.
- Le professeur Tannenbaum est l'intellectuel de l'île. Il joue souvent le rôle de narrateur tout en intervenant dans l'histoire. Son nom signifie en allemand « Sapin de noël ». Le Professeur Tannenbaum fait office de père spirituel de Supermurgeman. Il est possible que Mathieu Sapin se soit auto-parodié à travers ce personnage. À noter aussi qu'il existe un véritable professeur Tanenbaum (avec un n en moins), très connu dans le monde de l'informatique.

## Ennemis
Supermurgeman est fréquemment confronté aux machinations de la « Sofroco-Gedec ». Fusion de la Sofroco et de la Gedec, c'est une puissante multinationale, qui tente de convertir les habitants de l'île au capitalisme. Le siège de la Sofroco-Gedec est le seul building de l'île. Trois actionnaires principaux de la Sofroco-Gedec sont présents sur l'île : Jean Marshal, Philippe Duroy et Jean-Michel Letellier. Cette société possède plusieurs robots grossièrement homéomorphes, destinés à diffuser des messages publicitaires, mais Supermurgeman ne faisant pas la différence avec de vrais humains, il les détruit quand ils ne lui répondent pas.
Supermurgemena affronte également à plusieurs reprises Etronman. Gros tas de matière fécale vaguement humain, Étronman peut se cacher en prenant l'apparence physique d'une autre personne ou en se transformant en bouse. Ne supportant plus son image, il a plus tard fait changer son nom pour « homme chocolat » afin de draguer au téléphone et faire plus chic lors de soirées mondaines. Il adore les surprises.
Supermurgeman a ponctuellement affronté Bernard Ménez, Footix, Pépito, l'agence tous risques, la méduse, et Herta, le Dieu de la charcuterie.

## Parodies
L'univers de Supermurgeman comprend de nombreux clins d'œil aux bandes dessinées classiques. Tintin apparaît ainsi dans une histoire où Supermurgeman le « sauve » de la BD underground. Il est également fait allusion à la série lorsqu'après avoir trahi Supermurgeman, l'épicier reprend l'expression et la réplique « Je suis un misérable » de Wolff dans l'album On a marché sur la Lune. La Supermurgebière est l'équivalent pour Supermurgeman de la potion magique de la série Asterix (ou des épinards de Popeye) ; l'album La Loi de la jungle est en partie une parodie de la zizanie. L'univers de la bande dessinée franco-belge des années 1950-60 est également évoqué dans les expressions utilisées par le héros, qui comme par exemple Lucky Luke appelle ses adversaire « l'ami » ou « forban » et ne jure qu'avec des mots comme « saperlipopette » même lors de situations extrêmement périlleuses.  Dans La Fuite des cerveaux, ce sont cette fois les mangas, à travers l'univers de Dragon Ball Z, qui sont parodiés. 

## Publications

### Albums
- Joue et gagne, Les Requins Marteaux, 2002

reprend des histoires parues dans 'Psikopat
- 1. La Loi de la jungle, Dargaud, 2004
- 2. La Menace communiste, Dargaud, 2005
- 3. 'La Fuite des cerveaux, Dargaud, 2006
- 4. Opération Sheila, Dargaud, 2018
- L'Intégrale', Dargaud, 2018

reprend les albums Dargaud 1 à 3

### Magazine
Les épisodes suivants ont été publiés dans le mensuel Psikopat : 
- L'aventure commence
- 1re année n°2 : Supermurgeman contre Bernez Ménard : n°85, Janvier 1998 (1 planche)
- L'Etron diabolique

- Une surprise inattendue
- La Forêt piégée
- Le Match de catch
- Le Plan truqué
- Les Contrefaçons truquées
- La Rage mystérieuse
- Supermurgeman contre Footix
- Supermurgeman évite le drame
- Supermurgeman underground
- La Grande Surface
- Le désert c'est sec comme un gâteau sec
- 2e année n°17 : Le Régime qui tue : n°106, décembre 1999 (2 planches)
- La Disparition fantastique
- Supermurgeman joue et gagne
- Sousseparque
- 3e année n°22 : Descente aux Enfeeers : n°123, juin 2001 (5 planches)
- Panique chez les Jivaros
- n°24 : Le Justicier du village : n°113, juillet/août 2000 (2 planches)
- Le Traquenard piégé
- Le Merveilleux Pays des chocos BN
- Supermurgeman et la Fée des marais
- Les Tam tam de l'effroi
- Le Barrage de l'angoisse
- Rendez-vous avec la mort
- n°30 : Alerte à la plage : n°120, mars 2001 (2 planches)
- n°31 : La Loi du marché : n°125, septembre 2001 (3 planches)
- Sans foie ni loi